# Шестиусая линофрина
Шестиусая линофрина (лат. Linophryne sexfilis) — глубоководная рыба, вид морских лучепёрых рыб из семейства линофриновых (Linophrynidae). Поймана только одна особь-самка, в восточной части Северной Атлантики, на северо-запад от Канарских островов. Встречается на глубине 1000—1250 м. Длина — 3,8 см.

## Описание
Поймана только одна особь — самка; внешний вид самцов не известен. Длина самки — 3,8 см. Усик длиной 75 % от общей длины рыбы; простой, неразделённый, несёт дистальную кисточку, состоящую из цилиндрического удлинения стержня усика, который у основания окружён трёмя короткими разветвлениями, на каждой имеется сидячий фотофор. Лобные шипы отсутствуют. На нижней челюсти имеется короткий сращенный шип. Сошник с двумя парами зубов. Длина иллиции — 22 % от всей длины особи; тёмно-пигментирована.

## Ареал
Единственная пойманная особь была выловлена при тралении на глубине 1250 м, в восточной части Северной Атлантики, на северо-западе от Канарских островов. Глубоководная немигрирующая морская рыба. Встречается на глубине 1000—1250 м в акватории Канарских островов и архипелага Мадейра, в Центрально-Восточной Атлантике, близ Португалии и Испании. Численность популяции не известна. Для оценки угрозы виду недостаточно данных.

## Отношения с человеком
Для рыболовства интереса не представляет. Безвреден для людей.